# Diesbach GL
| GL ist das Kürzel für den Kanton Glarus in der Schweiz. Es wird verwendet, um Verwechslungen mit anderen Einträgen des Namens Diesbach zu vermeiden. |

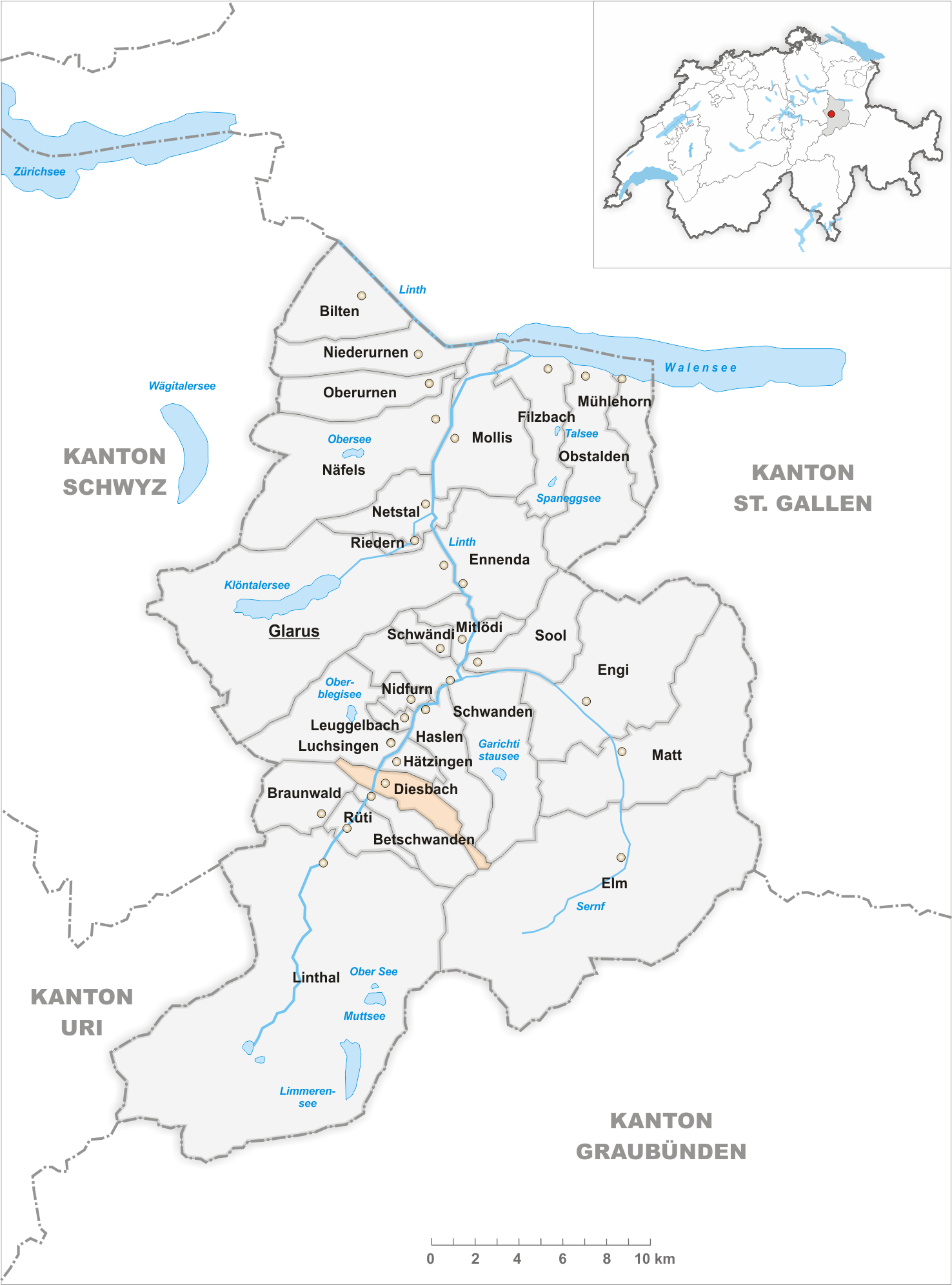
Gemeindestand vor der Fusion am 1. Januar 2004

Diesbach (in einheimischer Mundart: [d̥ɪə̯sːpɑχː]) ist ein Dorf im Glarner Hinterland in der politischen Gemeinde Glarus Süd im Schweizer Kanton Glarus. Bis zum 31. Dezember 2003 war Diesbach eine selbständige Ortsgemeinde, die auch den Nachbarort Dornhaus umfasste. Auf den 1. Januar 2004 gelangte sie zusammen mit Hätzingen zur Gemeinde Luchsingen, die Anfang 2011 in der neuen Gemeinde Glarus Süd aufgegangen ist.
Der Ortsname, erstmals 1302 als Diessbach belegt, ist vom nahgelegenen Diesbach (Linth) auf die Siedlung übertragen.

## Galerie

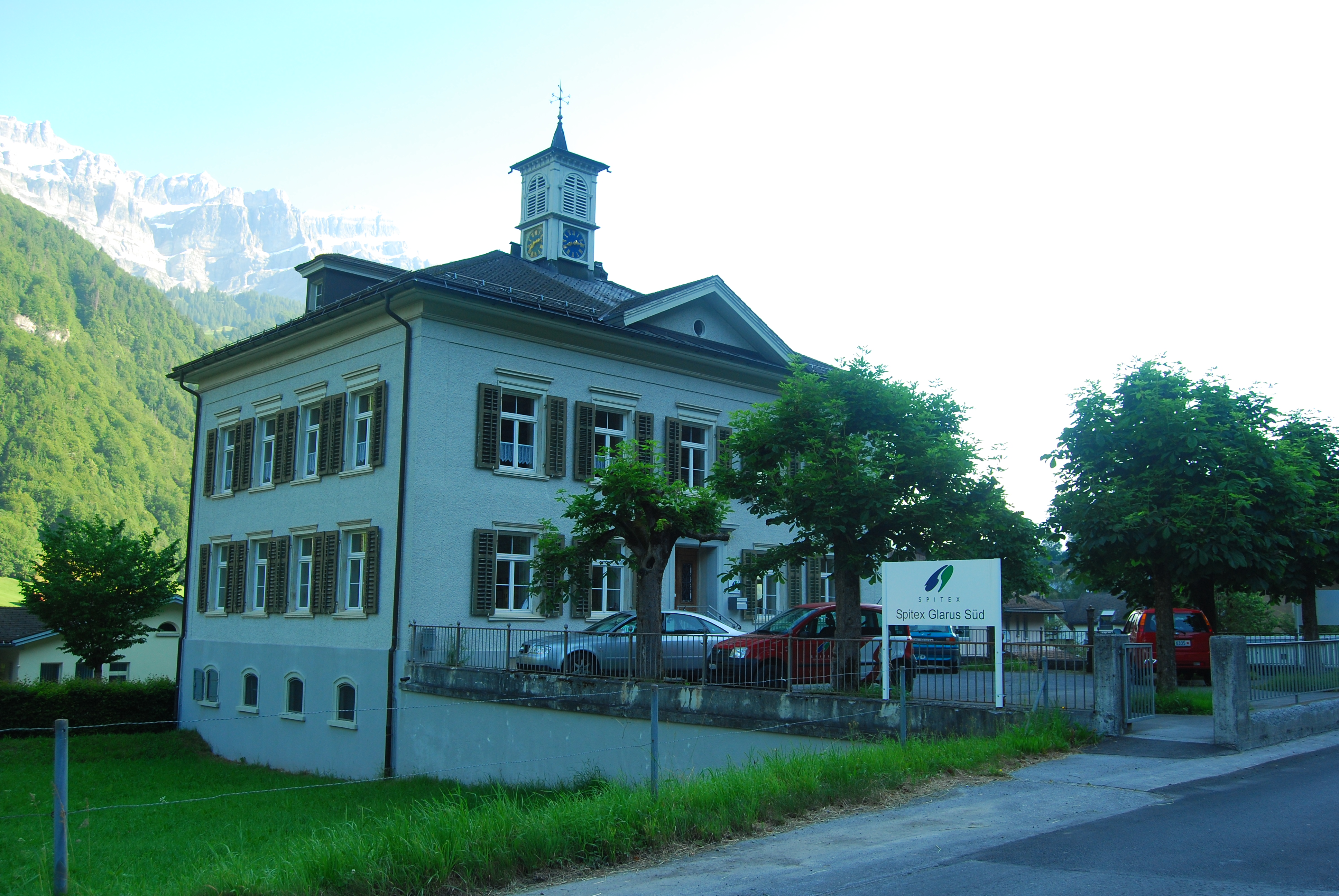
Ehemaliges Schulhaus Diesbach
Historisches Luftbild der Weberei Legler in Diesbach (Gemeinde Glarus Süd) von Walter Mittelholzer zwischen 1918 und 1937

## Persönlichkeiten
- Thomas Legler (1756–1828), Politiker